# Taylor Branch
Taylor Branch (né le 14 janvier 1947) est un historien américain qui a écrit une trilogie lauréate prix Pulitzer d'histoire relatant la vie de Martin Luther King Jr. et une grande partie de l'histoire du mouvement américain des droits civiques.
Le dernier volume de la trilogie, appelée America in the King Years, est sorti en janvier 2006, et un abrégé, The King Years: Historic Moments in the Civil Rights Movement, a été publié en 2013.

## Biographie

### Études
Branch fait ses études secondaires dans les Westminster Schools d'Atlanta, dont il sort en 1964. Il va ensuite à l'Université de Caroline du Nord à Chapel Hill grâce à une bourse Morehead. Il obtient son diplôme en 1968 et un MPA de la Woodrow Wilson School of Public and International Affairs de l'Université de Princeton en 1970.

### Carrière

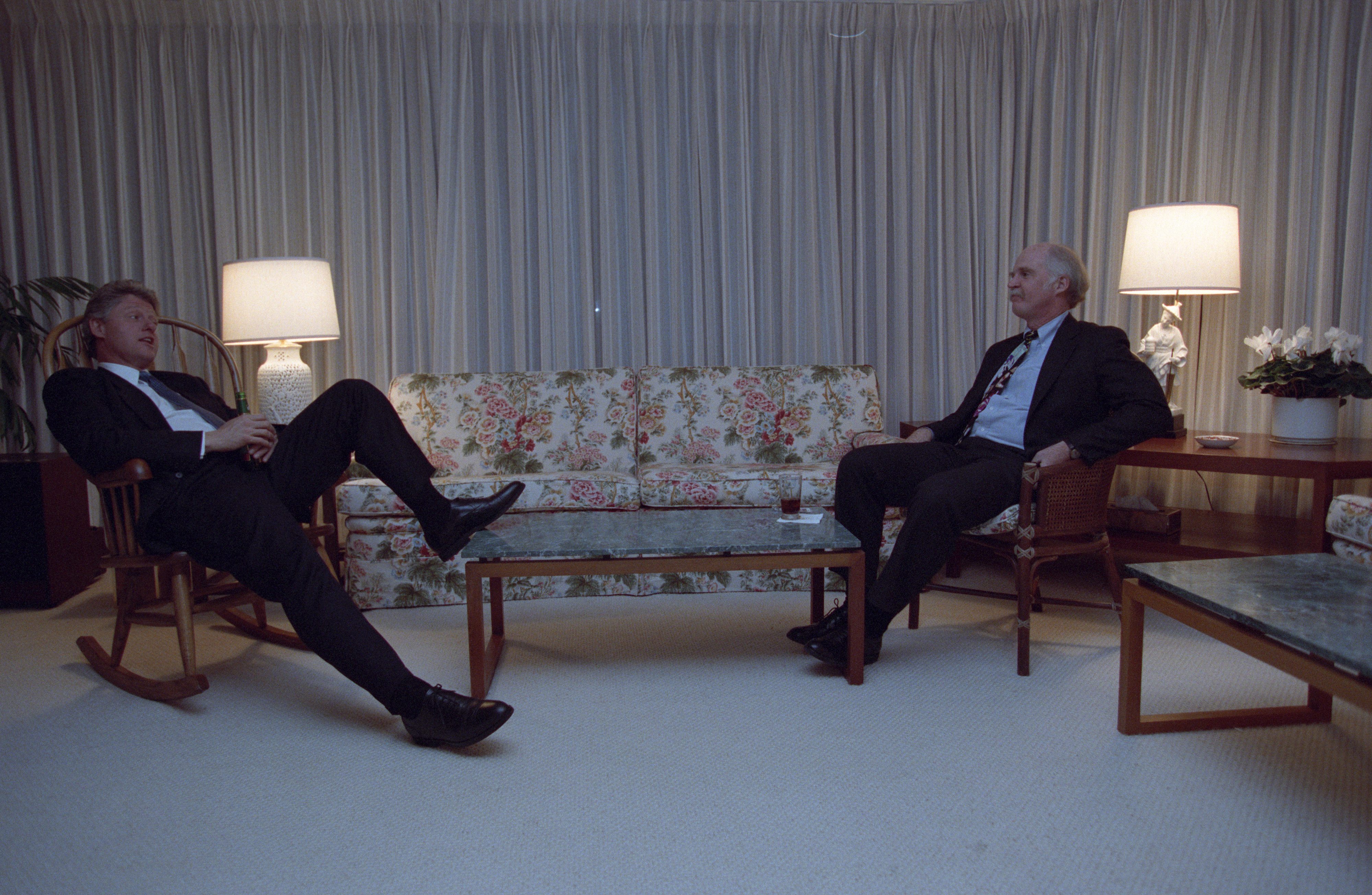
Branch avec le président des États-Unis Bill Clinton en 1993

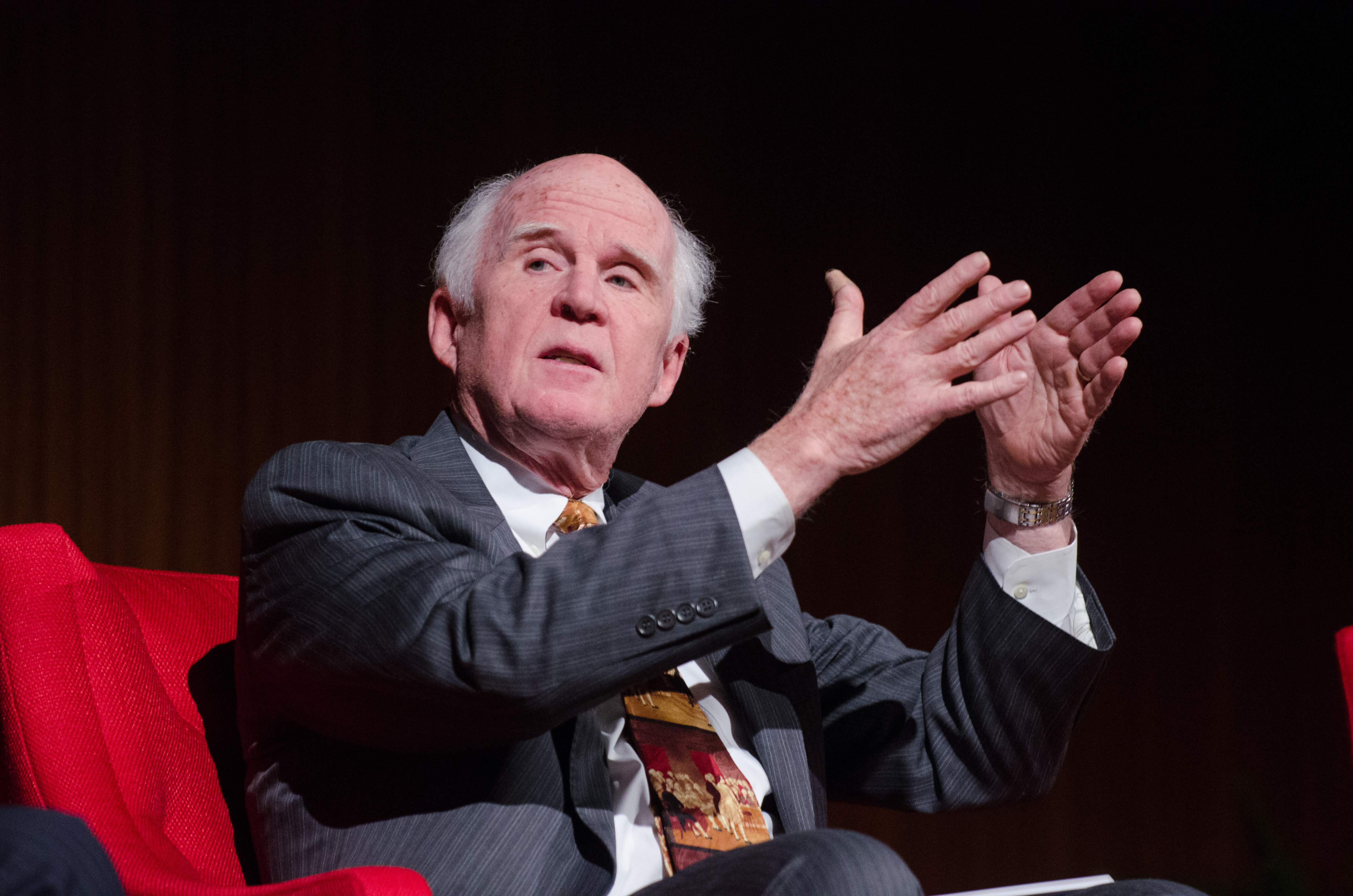
Succursale à la LBJ Presidential Library en 2014

Branch a été rédacteur en chef adjoint au Washington Monthly de 1970 à 1973 ; il a été rédacteur en chef de Harper's à Washington de 1973 à 1976 ; et il a été chroniqueur à Washington pour Esquire Magazine de 1976 à 1977. Il a également écrit pour diverses autres publications, notamment The New York Times Magazine, Sport, The New Republic et Texas Monthly.
En 1972, Branch a travaillé pour la campagne texane du candidat démocrate à la présidentielle George McGovern. Branch a partagé un appartement à Austin avec Bill Clinton, et les deux ont développé une amitié qui se poursuit aujourd'hui. Il a également travaillé avec Hillary Rodham, alors petite amie de Bill Clinton et camarade de classe de la Yale Law School, future candidate à la présidentielle sous les couleurs démocrates en 2016.
Le livre de Branch sur l'ancien président Bill Clinton, The Clinton Tapes: Wrestling History With The President, a été écrit à partir de nombreuses interviews et conversations enregistrées entre eux-deux essentiellement à la Maison Blanche pendant les deux mandats de Clinton, non diffusées jusqu'en 2009, au moment de la publication du livre.
Branch a été chargé de cours en politique et en histoire au Goucher College de 1998 à 2000[réf. nécessaire].
Taylor Branch a reçu une bourse de cinq ans de la Fondation MacArthur (également connue sous le nom de « subvention de génie ») en 1991 et la médaille nationale des sciences humaines en 1999. En 2008, il a reçu le Dayton Literary Peace Prize pour l'ensemble de sa carrière, qui lui a été remis par Edwin C. Moses.
En 2013, il a coproduit Schooled: The Price of College Sports fondé sur son livre de 2011 The Cartel.
en 2015, il a reçu le prix de l'Organisation internationale des biographes, pour ses contributions à l'art et à l'artisanat de la biographie.

### Controverse sur la citoyenneté israélienne
Un groupe d'hébreux noirs décrit comme une secte dans le New York Times s'est vu systématiquement refuser la citoyenneté israélienne pendant plusieurs décennies. En 1981, un groupe de militants américains des droits civiques dirigé par Bayard Rustin a enquêté et conclu que le racisme n'était probablement pas la cause du traitement réservé aux Hébreux noirs. En 1992, Branch a estimé que le refus de citoyenneté des Hébreux noirs en vertu de la loi israélienne sur le retour était dû à un prétendu sentiment anti-noir parmi les Juifs israéliens. En 1998, Branch a été critiqué par Seth Forman, qui a déclaré que les affirmations de Branch semblaient sans fondement, en particulier à la lumière du transport aérien par Israël de milliers de Juifs éthiopiens noirs au début des années 1990.

## Famille
Branch vit à Baltimore, avec sa femme, Christina Macy, et leurs deux enfants, Macy (né en 1980) et Franklin (né en 1983).

## Publications
- Blowing the Whistle: Dissent in the Public Interest (avecCharles Peters) (Praeger: 1972)
- Second Wind (avec Bill Russell) (Random House: 1979)
- The Empire Blues (fiction) (Simon & Schuster: 1981)
- Labyrinth (avec Eugene M. Propper): (Viking: 1982, Penguin Books: 1983,  (ISBN 0-14-006683-7))
- Parting the Waters: America in the King Years, 1954-63 (Simon & Schuster: 1988)

- - Prix Pulitzer d'histoire, 1989
  - Prix du National Book Critics Circle pour la non-fiction générale, 1988
  - Prix du livre de l'Union anglophone, 1989
  - Prix commémoratif Martin Luther King, 1989
  - Finaliste : Prix national du livre, non-fiction, 1989

- Pillar of Fire: America in the King Years, 1963-65 (Simon & Schuster: 1998)

- - American Bar Association, Silver Gavel Award, 1999
  - Prix du livre Imus, 1999
  - Prix Hillman, 1998 [9]

- At Canaan's Edge: America in the King Years, 1965-1968 (Simon & Schuster: 2006)
  - Prix Heartland pour la non-fiction, Chicago Tribune, 2006[10].

- The Clinton Tapes: Wrestling History with the President (Simon & Schuster: 2009)[11],[12]
- The Cartel: Inside the Rise and Imminent Fall of the NCAA (Byliner, 2011)
- The King Years: Historic Moments in the Civil Rights Movement (Simon & Schuster 2013)